# Seattle Sounders (USL)
El Seattle Sounders fue un club de fútbol de Estados Unidos de la ciudad de Seattle, Washington. Desde su fundación en 1994 fue miembro de la American Professional Soccer League; más tarde en 1997 formó parte de la USL First Division. Desde 2009 jugó su primera participación en la Major League Soccer como equipo de expansión que se llamó Seattle Sounders FC.
Jugó su última temporada en el Starfire Sports Complex de Tukwila en Washington, también jugó por varios años en CenturyLink Field. su último entrenador fue Brian Schmetzer. Los colores tradicionales del equipo siempre fueron el blanco y el azul.

## Historia
El club fue fundado en 1994 y se nombró como el original Seattle Sounders equipo de fútbol, que jugó a partir de 1974 hasta 1983 en la North American Soccer League.
En la A-League/USL-1 el Sounders ganó cuatro campeonatos de liga en 1995, 1996, 2005 y por última vez en 2007. El Sounders terminó con el mejor registro de temporada regular en las ligas de 1994, 2002 y 2007. También ganó numerosos títulos de división y clasificó a 2 finales de liga en 2004 y 2005. En el 2004 el Sounders perdió el campeonato 2-0 en Montreal. En 2005 Seattle empató con Richmond Kickers 1-1 en el Campo de Qwest antes de perder el título 4-3 en definición por penales. En 2007, el Sounders derrotó Atlanta Silverbacks 4-0 para ganar su cuarto título de campeonato.

### Expansión a la MLS
Un portavoz de la MLS confirmó que Seattle sería la base para un club profesional de la MLS en 2009, que en parte sería poseído por el propietario del Sounders Adrián Hanauer y disputaría sus juegos de local en el Qwest Field. El nombre fue cambiado el 7 de abril de 2008 como Seattle Sounders FC, siguiendo con el nombre de Sounders más allá de la licencia de la USL. Hanauer confirmó con una rueda de prensa que la última participación del equipo sería en la temporada 2008 de la USL.

## Estadio

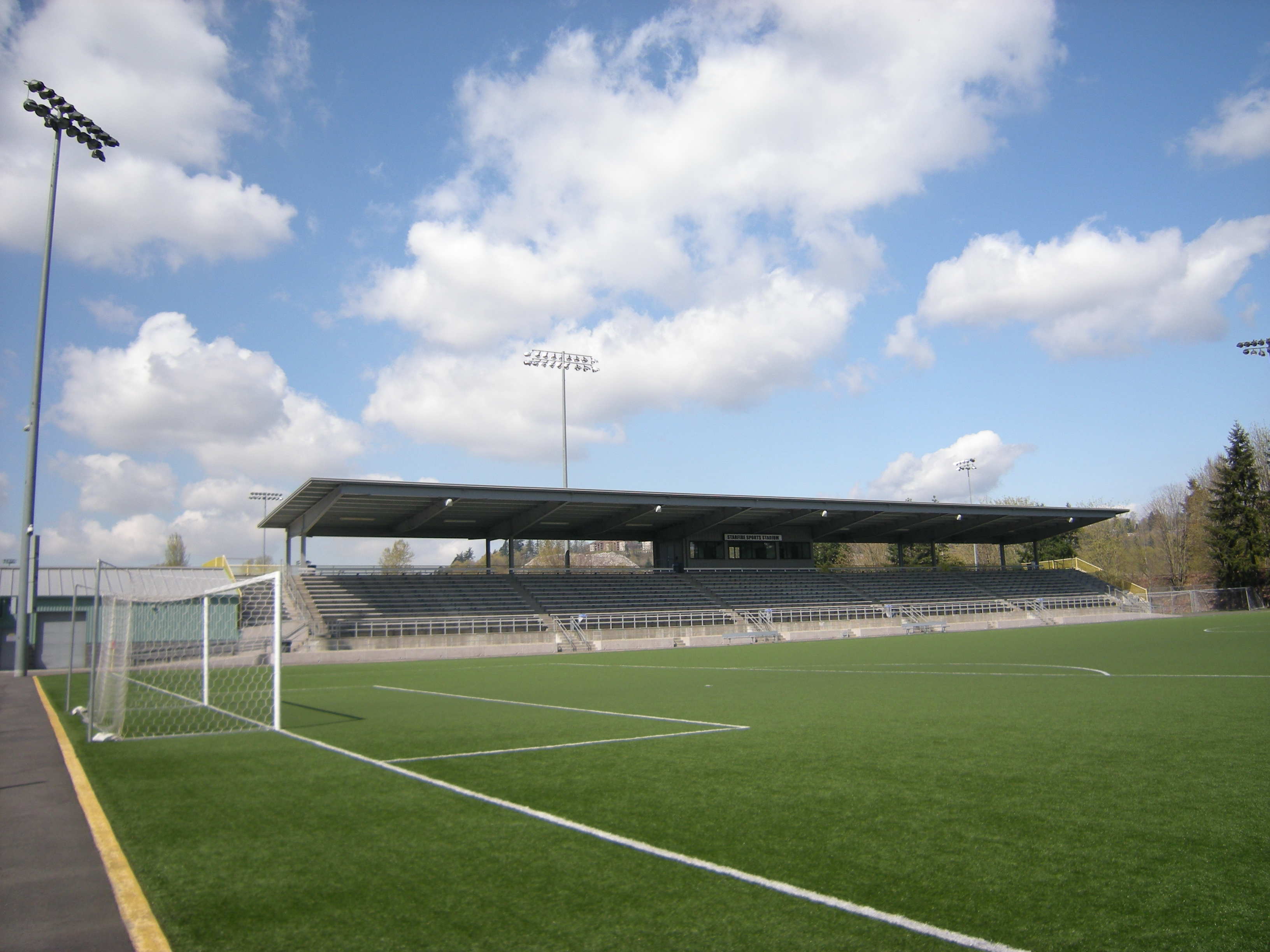
Estadio Starfire Sports Complex

Seattle Sounders jugó sus partidos como local en el estadio Starfire Sports Complex, situado en Tukwila en el estado de Washington. El campo que cuenta con capacidad para 4.500 espectadores y césped natural.

## Entrenadores
- Alan Hinton (1994–1995)
- Neil Megson (1996–2000)
- Bernie James (2001)
- Brian Schmetzer (2002–2008)

## Palmarés

### Torneos nacionales
- A-League/USL-1 (4): 1995, 1996, 2005, 2007.
- Commissioner's Cup (3) 1994, 2002, 2007.
- Conferencia Oeste de la USL: 2004.
- División Pacífico (3): 2000, 2002, 2003.
- Cascadia Cup (2): 2006, 2007.